# Діадемова черепаха
Діадемова черепаха (Hardella thurjii) — єдиний вид черепах роду Діадемові черепахи родини Азійські прісноводні черепахи. Має 2 підвиди. Інша назва «брамінська річкова черепаха».

## Опис
Загальна довжина панцира сягає 50—61 см. Спостерігається статевий диморфізм: самиці більші за самців. Голова помірного розміру. Морда коротка й тупа. Карапакс має невеликий поздовжній кіль, позаду розширений. Пластрон великий, попереду обрізаний.
Забарвлена зверху у темно—бурий колір. На голові присутній характерний малюнок з чітких жовтих смуг, які часто утворюють діадему. Від кінчика морди жовті смуги йдуть за очі і з'єднуються на потилиці.

## Спосіб життя
Полюбляє глибокі слабкопроточні водойми. Практичне усе життя перебуває у воді, окрім періоду парування. Харчується переважно рослинністю, рідше дрібними водяними тваринами. При небезпеці пірнає і заривається у мул. Вона ніколи не кусається, лише широко відкриває пащу як уявну загрозу.
У травні самиця відкладає у вирину задніми ногами ямку від 14 до 19 яєць. Черепашенята народжуються 5—6 см завдовжки.
М'ясо цих черепах доволі смачне. Є об'єктом полювання місцевих жителів.

## Розповсюдження
Мешкає у Пакистані, Непалі, північній Індії та у Бангладеш.

## Підвиди
- Hardella thurjii thurjii
- Hardella thurjii indi